# Taoyuan (municipalité spéciale de Taïwan)
Pour les articles homonymes, voir Taoyuan.
Taoyuan (chinois : 桃園市) est une municipalité spéciale de Taïwan.
Elle représente 1 221 km2 pour une population totale de 1 900 000 habitants.

## Histoire
Après avoir automatiquement acquis le statut de quasi-municipalité spéciale en 2011, le comté de Taoyuan dépose un dossier de candidature auprès du ministère de l'Intérieur en août 2012, après un refus lors de la procédure originelle en 2009. Cette seconde requête est acceptée : la ville de Taoyuan fusionne ainsi avec le comté de Taoyuan, conduisant à la création de la municipalité spéciale de Taoyuan ; la décision prend effet le 25 décembre 2014,.

## Géographie
Taoyuan est située dans la partie occidentale de l'île de Taïwan.

## Transports
- Aéroport international Taiwan-Taoyuan

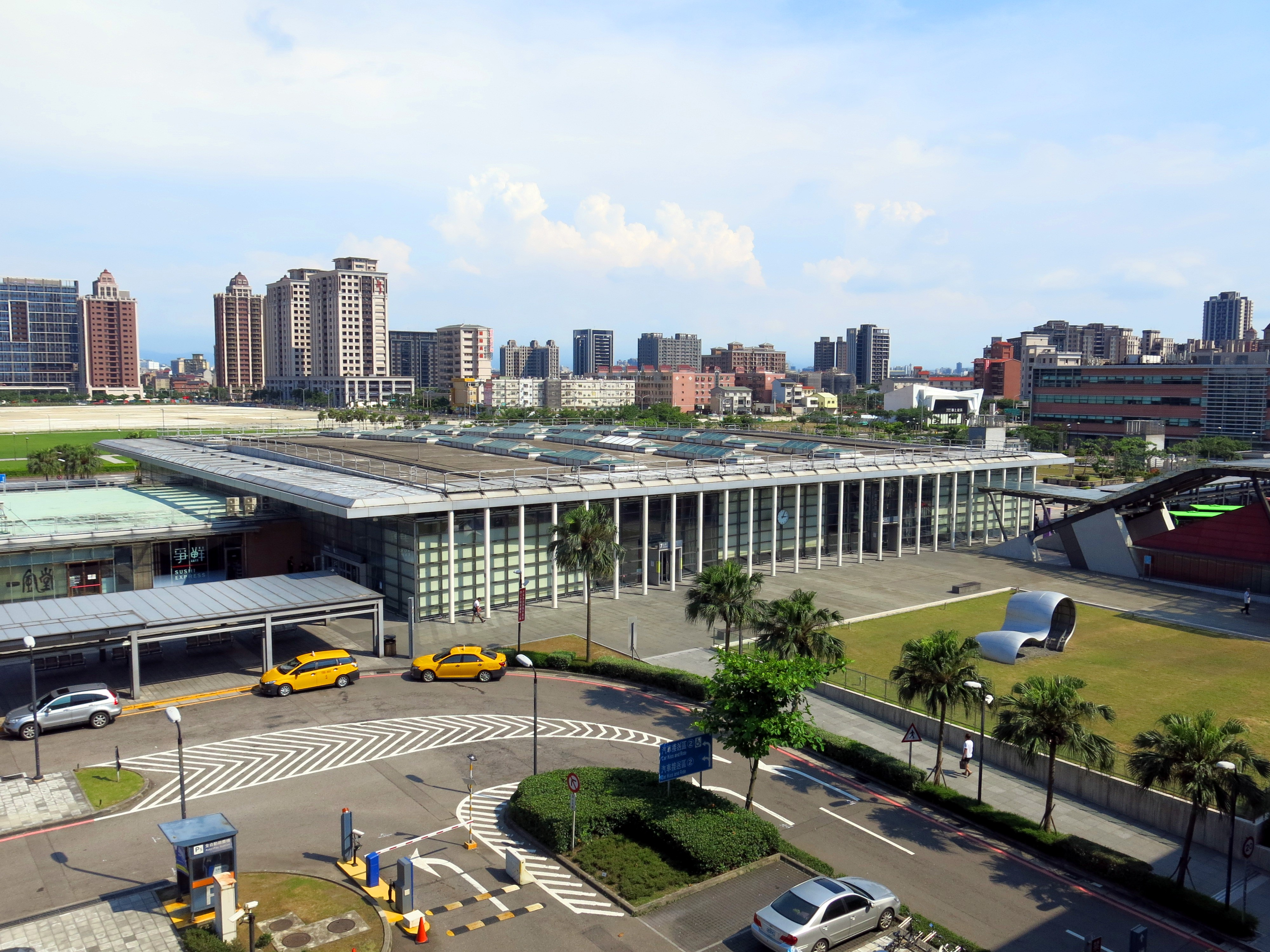
Gare ferroviaire à grande vitesse de Taiwan, Taoyuan

- Taoyuan Air Base

## Urbanisme
Taoyuan comprend en 2022, 26 gratte-ciel (immeuble d'au moins 100 m de hauteur)  dont les plus hauts sont les tours Timeless Landmark hautes de 152 m .

## Subdivisions administratives
1. District de Bade (八德區)
2. Pingzhen (平鎮區)
3. District de Taoyuan (桃園區)
4. Yangmei (楊梅區)
5. District de Zhongli (中壢區)
6. Daxi (大溪區)
7. District de Dayuan (大園區)
8. District de Fuxing (復興區)
9. District de Guanyin (觀音區)
10. District de Guishan (龜山區)
11. District de Longtan (龍潭區)
12. District de Luzhu (蘆竹區)
13. Xinwu (新屋區)

## Honneur
L'astéroïde (210030) Taoyuan porte son nom.